# Тандер-Бей (округ)
Та́ндер-Бей — административный округ в провинции Онтарио, Канада. Крупнейшим городом и административным центром округа является одноимённый город — Тандер-Бей. Население — 149 063 чел. (по переписи 2006 года).

## География

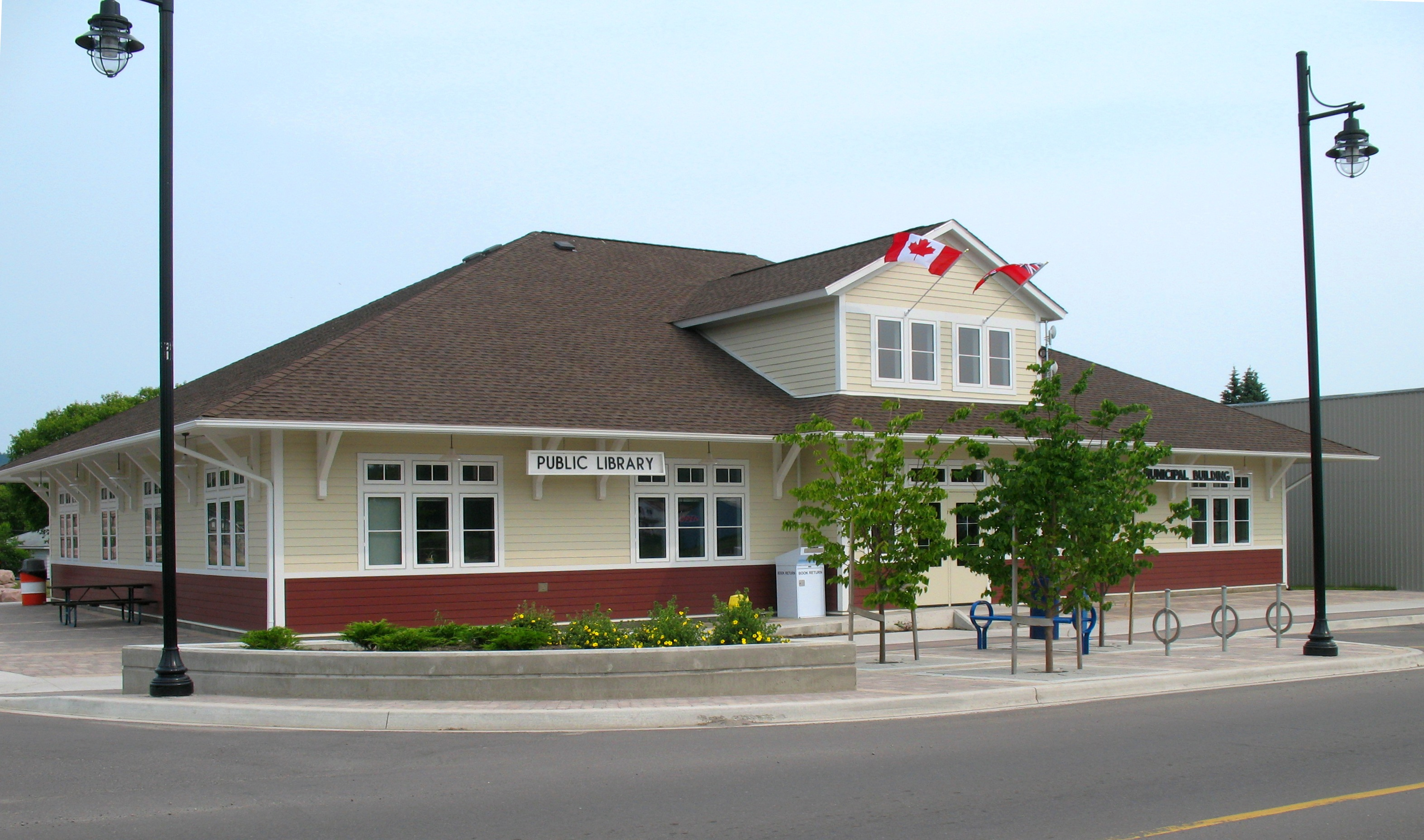
Здание публичной библиотеки в Нипигоне, округ Тандер-Бей.

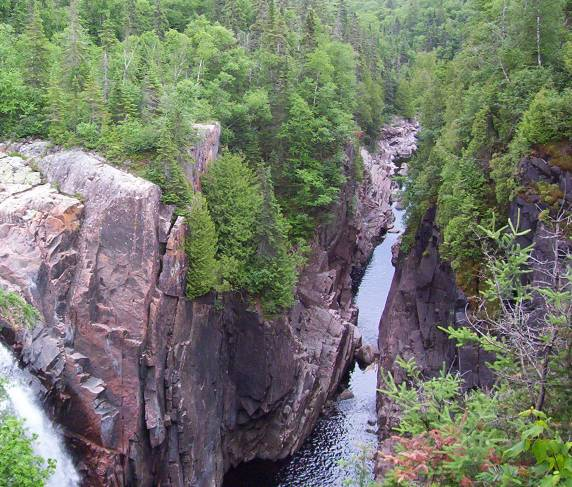
Ущелье и водопады рядом с Террас-Бей

Округ расположен на западе провинции Онтарио, в регионе Северо-Западное Онтарио. С запада и севера он граничит с округом Кенора, на юго-западе — с округом Рейни-Ривер, на юге — с округами американского штата Миннесота, а также омывается водами озера Верхнего, на северо-востоке — с округом Кокран, на юго-востоке — с округом Алгома.

## Административное деление
В состав округа входят:
- 3 города, из них: 1 «сити» — Тандер-Бей и 2 «тауна» — Гринстоун[англ.] и Маратон[англ.];
- 12 тауншипов: Конми[англ.], Дорион[англ.], Джиллиз[англ.], Манитувэдж[англ.], Нибинг[англ.], Нипигон[англ.], О'Коннор[англ.], Оливер-Пэйпундж[англ.], Ред-Рок[англ.], Шрайбер[англ.], Шуниа[англ.] и Террас-Бей[англ.];
- 22 коммуны (резервации) индейцев;
- 1 межселенная территория — Тандер-Бей[англ.].

## Население
Из примерно 149,6 тысяч жителей, населяющих округ, 73 305 составляют мужчины и 75 775 — женщины. Средний возраст населения — 41,7 лет (против 39,0 лет в среднем по провинции). При этом, средний возраст мужчин составляет 41,1 года, а женщин — 42,3 (аналогичные показатели по Онтарио — 38,1 и 39,9 соответственно).
На территории округа зарегистрировано 71 635 частных жилых помещений, принадлежащих 42 925 семьям.
Примерно поровну распространены английский и французский языки в качестве родных.
Крупнейший город — Тандер-Бей (он же — административный центр округа) — 109 140 чел. (чуть более двух третей населения округа, по переписи 2006 года).